# 鈴木田登満留
鈴木田 登満留（すずきだ とまる、1918年1月9日 - 没年不明）は、熊本県出身のプロ野球選手。

## 来歴
熊本工時代は中堅手で1936年選抜、1937年選手権に出場。卒業後、チームメイトの吉原正喜や川上哲治の翌年の1939年に東京巨人軍に入団。巨人では主に左翼手と務め、2年目の1940年には左翼手として10試合の先発出場を果たすが、打率.154、1打点に終わり、同年引退。
引退後は熊本に戻ってアマチュア野球でプレーした。しかし、戦争の心的外傷後ストレス障害（PTSD）で薬物中毒となり、戦後になってから自転車に乗って熊本の市電と衝突する事故を起こし死亡した。

## プレースタイル
俊足の上に外野守備も及第点で、打撃の方は後年の淡口憲治を右打ちにしたようなタイプだった。非常に力持ちで重いバットを振り回して、当たると飛距離は凄かったが、特に変化球を苦手とし、三振が多かった。
力があり余りすぎたことから何をやらせても強引そのもので、理論とヘッドワークが不足していたためプロ野球選手としては大成しなかったとの評価がある（千葉茂）。

## 人物
非常なる怪力と食欲で巨人時代はチームメイトからポンプと呼ばれた。巨人時代に以下のエピソードがある。
- 遠征先の宿舎で鉄製火鉢の持ち上げ大会を開催した際、他の選手が顔を真っ赤にして力を入れてもなかなか持ち上がらない中、涼しい顔でヒョイヒョイと何度も火鉢を持ち上げた。
- 遠征先の宿舎で、花瓶の水がドロドロに腐っているのを見つけた中島治康から「全部飲んだら10円やるがどうだ」[5]と持ちかけられたところ、瞬く間に全部飲み干してしまい（1分もたたないうちにもどしてしまったが）、まんまと10円をせしめた。

## 詳細情報

### 年度別打撃成績
| 年 度     | 球 団     | 試 合 | 打 席 | 打 数 | 得 点 | 安 打 | 二 塁 打 | 三 塁 打 | 本 塁 打 | 塁 打 | 打 点 | 盗 塁 | 盗 塁 死 | 犠 打 | 犠 飛 | 四 球 | 敬 遠 | 死 球 | 三 振 | 併 殺 打 | 打 率 | 出 塁 率 | 長 打 率 | O P S |
| --------- | --------- | ----- | ----- | ----- | ----- | ----- | -------- | -------- | -------- | ----- | ----- | ----- | -------- | ----- | ----- | ----- | ----- | ----- | ----- | -------- | ----- | -------- | -------- | ----- |
| 1939      | 巨人      | 12    | 7     | 7     | 0     | 2     | 0        | 0        | 0        | 2     | 0     | 0     | --       | 0     | 0     | 0     | --    | 0     | 2     | --       | .286  | .286     | .286     | .571  |
| 1940      | 巨人      | 28    | 42    | 39    | 5     | 6     | 0        | 2        | 0        | 10    | 1     | 0     | --       | 0     | 0     | 3     | --    | 0     | 15    | --       | .154  | .214     | .256     | .471  |
| 通算：2年 | 通算：2年 | 40    | 49    | 46    | 5     | 8     | 0        | 2        | 0        | 12    | 1     | 0     | --       | 0     | 0     | 3     | --    | 0     | 17    | --       | .174  | .224     | .261     | .485  |

### 背番号
- 28 （1939年 - 1940年）[6]